# Bertus Aafjes
Lambertus Jacobus Johannes Aafjes (Ámsterdam, 12 de mayo de 1914-Swolgen, Limburgo; 23 de abril de 1993) fue un escritor y poeta neerlandés que también publicó bajo el seudónimo Jan Oranje.
Sus obras abarcan tanto poesía como narrativa y dentro de su estilo clásico y tradicional destacan Un viaje a pie a Roma (1946), con el que se hizo más popular y donde describe el viaje que hizo a Roma en 1936, En el principio (1949), Odisea de Homero (1965); y en narrativa El último fauno (1974, recopilación de relatos) y La antigua lengua de los cerdos (1985).
Se destaca en su obra cierto aire de melancolía, donde evoca la muerte.

## Obra
- 1936 - Het Italiaanse Maria-lied, in: De Gemeenschap
- 1940 - Het gevecht met de muze ("La lucha con la musa")
- 1941 - Amoureus liedje in de morgenstond
- 1941 - Het zanduur van de dood, in: Helicon ("La clépsidra de la muerte")
- 1942 - Een laars vol rozen, reisverslag
- 1943 - Gerrit Achterberg, de dichter van de sarcofaag. Aantekeningen bij zijn poëzie
- 1943 - Peter-Kersen-eter
- 1943 - De ark
- 1944 - Per slot van rekening
- 1944 - Omne animal
- 1944 - Elf sonnetten op Friesland
- 1944 - Verzen en vrouwen
- 1944 - De laatste brief
- 1944 - Kleine catechismus der poëzie
- 1944 - Bid, kindje, bid!
- 1945 - Boeren. Open brief van het land
- 1945 - Lafaard of geus?
- 1945 - Dichters van later tijd
- 1945 - In het Atrium der Vestalinnen, fragmenten
- 1945 - In het Atrium der Vestalinnen en andere fragmenten
- 1946 - Bevrijdingsdag
- 1946 - Een voetreis naar Rome
- 1946 - Maria Sibylla Merian, gedicht
- 1946 - De zeemeerminnen
- 1947 - Gedichten
- 1947 - Douderideine
- 1948 - De vogelvis
- 1948 - Het koningsgraf. Honderd en een sonnetten
- 1948 - De driekoningen
- 1948 - Laat nu al wat Neerland heet
- 1948 - Circus
- 1948 - Egyptische brieven
- 1949 - In den beginne
- 1949 - De lyrische schoolmeester, gedicht
- 1949 - Het kinderkerstboek
- 1949 - De reis van Sinte Brandaan, herdicht door Bertus Aafjes
- 1950 - Arenlezer achter de maaiers. Kronieken over kleine maar vergeten bijzonderheden in het Oude en het Nieuwe Testament
- 1952 - Vorstin der landschappen. Een reis door het Heilige Land
- 1953 - De karavaan
- 1953 - Drie essays over experimentele poëzie
- 1954 - Morgen bloeien de abrikozen, roman
- 1955 - De blinde harpenaar. De liefde, het leven, het geloof en de dood in de poëzie der oude Egyptenaren
- 1956 - Logboek voor 'Dolle Dinsdag'
- 1957 - Capriccio Italiano. Een reisboek over Italië
- 1958 - De vrolijke vaderlandse geschiedenis. Deel I. Van de Batavieren tot de Gouden Eeuw
- 1958 - De vrolijke vaderlandse geschiedenis. Deel II. Van de Gouden Eeuw tot nu
- 1959 - Het Troje van het Carboon
- 1959 - Goden en eilanden, een reisboek over Griekenland
- 1959 - De wereld is een wonder, reisverslag
- 1960 - Het Hemelsblauw
- 1960 - Dag van gramschap in Pompeji
- 1960 - In de schone Helena, reisverslag
- 1961 - Levende poppen
- 1961 - De dikke en de dunne
- 1961 - Anneke's avontuur
- 1961 - De verborgen schat
- 1961 - Muziek op het kasteel
- 1961 - Tante Ibeltje
- 1961 - De schippersjongen
- 1961 - Stuurman Roel
- 1961 - De lachende krokodil
- 1961 - De geheimzinnige diamant
- 1962 - De Italiaanse postkoets, verhalenbundel
- 1962 - Odysseus in Italië, reisverslag
- 1963 - De fazant op de klokkentoren
- 1963 - Omnibus, prozafragmenten
- 1963 - Kleine Isar, de vierde koning, stripverhaal
- 1965 - Het gevecht met de Muze, verhalenbundel
- 1965 - Dooltocht van een Griekse held, reisverslag
- 1967 - Per en Petra en het geheim van de bouwkunst
- 1967 - Maria Sibylla Merian en andere gedichten
- 1967 - Drie van Bertus Aafjes, gedichten
- 1968 - De denker in het riet
- 1968 - Die te Amsterdam vaak zei: Jeruzalem
- 1969 - Een ladder tegen een wolk
- 1969 - De rechter onder de magnolia
- 1969 - Kito en Poelika
- 1969 - Kito vindt Poelika
- 1971 - De koelte van de pauwenveer, verhalen
- 1971 - Mijn ogen staan scheef. Zwerftochten door het land van de Mikado
- 1973 - Een lampion voor een blinde of De zaak van de Hollandse heelmeesters, verhalen
- 1973 - De vertrapte pioenroos
- 1974 - De laatste faun
- 1976 - Limburg, dierbaar oord
- 1976 - In de Nederlanden zingt de tijd
- 1979 - Het rozewonder
- 1979 - Mei, mengelwerk
- 1979 - Deus sive Natura
- 1980 - Rijmpjes en versjes uit de vrolijke doos
- 1980 - Tussen schriftgeleerden en piramiden
- 1981 - Drie gedichten over Amsterdam
- 1982 - Rechter Ooka-mysteries
- 1983 - Homero's Odyssee en Dooltocht van een Griekse held, reisverslag
- 1984 - Zeventien aforismen
- 1984 - De wereld is een wonder, reisverhalen uit twaalf landen
- 1985 - De val van Icarus
- 1986 - De mysterieuze rechter Ooka. Japanse speurdersverhalen
- 1987 - De sneeuw van weleer, autobiografie
- 1987 - Het hemd van een gelukkig mens. Sprookjes uit een verre wereld, jeugdboek
- 1990 - Verzamelde gedichten 1939-1988
- 1990 - De sprookjesverkoper. Sprookjes van heinde en verre
- 1991 - Griekse kusten, reisverhalen
- 1992 - De eeuwige stad. Rome in verhalen en herinneringen
- 1992 - De zee, gedichten
- 1992 - De parels